# Edison Waromi
Edison Waromi, né en 1964, est un avocat, théologien chrétien et militant politique papou d'Indonésie.

## Biographie
Engagé dans le mouvement indépendantiste papou dans la Nouvelle-Guinée occidentale sous souveraineté indonésienne, il participe en 1988 à une cérémonie de déclaration d'indépendance de ce que les Papous appellent la « République de Papouasie occidentale », avec un lever du drapeau de l'Étoile du matin. Il est arrêté par les autorités indonésiennes avec trente-six autres participants à la cérémonie, et est condamné en 1990 à douze ans de prison pour subversion. Il est reconnu par Human Rights Watch et Amnesty International comme un prisonnier politique. Libéré en 1999, il est brièvement à nouveau incarcéré en 2001.
En 2002 il devient le président du Conseil national unifié de Papouasie occidentale pour l'indépendance, l'un des divers mouvements indépendantistes. Il est emprisonné à nouveau de 2002 à 2004.
En octobre 2011 il participe au congrès d'un millier d'indépendantistes papous à Jayapura. Le congrès proclame une république de Papouasie occidentale, élit Forkorus Yoboisembut président de la république et Edison Waromi Premier ministre du gouvernement provisoire. La police indonésienne interrompt brutalement l'événement, tuant trois personnes et arrêtant les dirigeants du mouvement. Edison Waromi est condamné à trois ans de prison pour « rébellion », tandis qu'Amnesty International réitère qu'il est un prisonnier politique. 
Le 1er décembre 2020, le Mouvement uni pour la libération de la Papouasie occidentale, qui fédère les mouvements jusque lors disparates, adopte une « Constitution provisoire » pour la « future république de Papouasie occidentale » et fait de Benny Wenda le président d'un « gouvernement provisoire » du pays. Edison Waromi est reconduit à la fonction de Premier ministre,,.